# Tommy Rustad

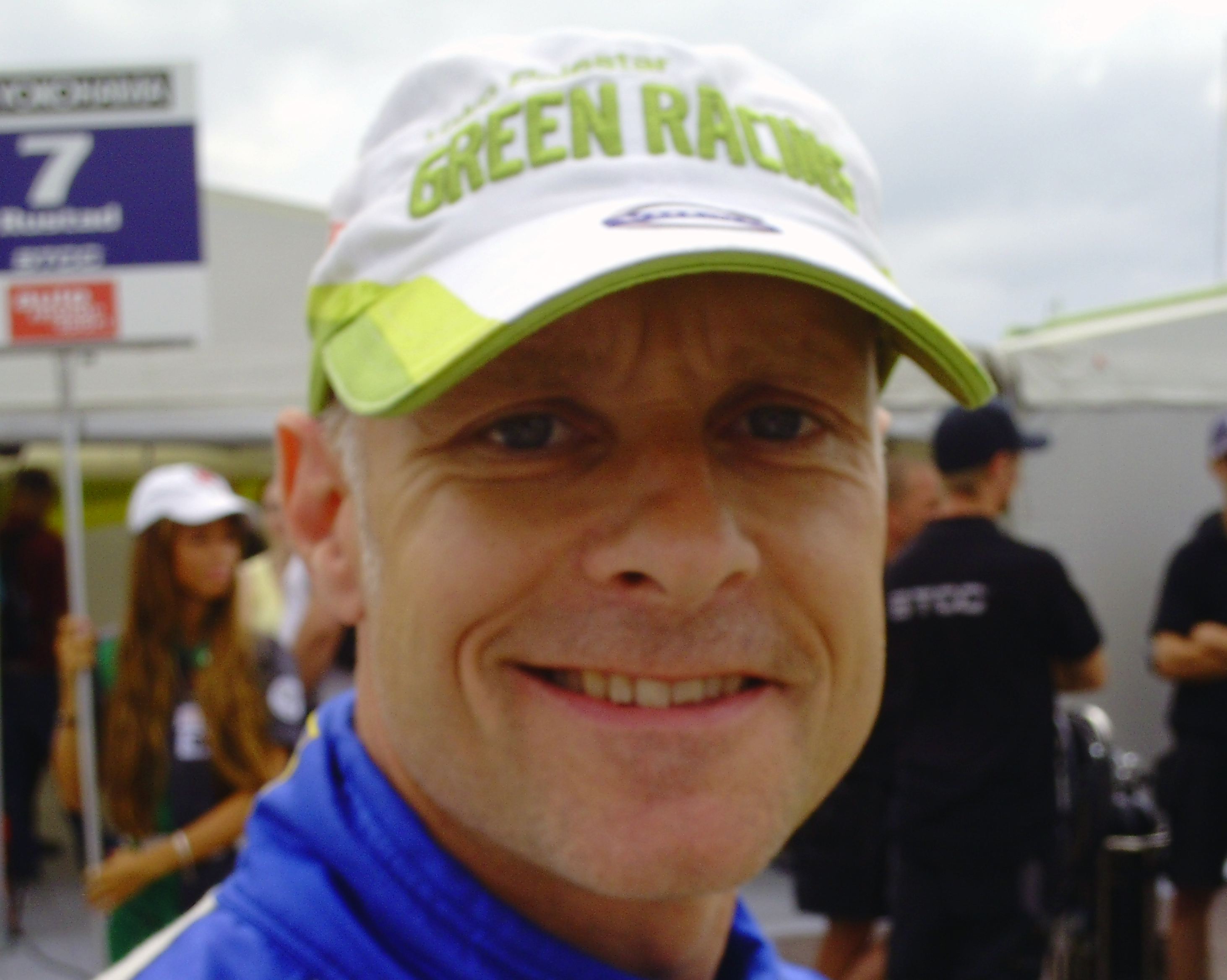
Tommy Rustad in 2011.

Tommy Rustad (Oslo, 3 september 1968) is een Noors autocoureur. Hij is de zoon van eveneens autocoureur Ola Rustad.

## Carrière

### Vroege jaren
Rustad begon zijn autosportcarrière in het kartin voordat hij deelnam aan het Noorse rallycross-kampioenschap waarbij hij tussen 1987 en 1992 zesmaal de zogenaamde Supernasjonal won. Op 14 juni 1992 won hij de Ierse ronde van het Europese Rallycross-kampioenschap met de Ford RS200 van zijn landgenoot en mentor Martin Schanche op Mondello Park.
In 1993 stapte Rustad over naar het formuleracing, waar hij in zijn eerste jaar kampioen werd in de Zweedse Formule Opel. In 1994 stapte hij over naar de Formule Opel Euroseries, waarbij hij als vijfde eindigde. In 1995 werd hij zesde in de Eurocup Formule Renault 2.0. In 1996 eindigde hij als negende in het Italiaanse Formule 3-kampioenschap en als tweede in de Renault Spider Eurocup, waar hij in 1997 kampioen werd.

### BTCC
In 1998 stapte Rustad over naar het British Touring Car Championship, waar hij in een Renault Laguna uitkwam voor het team DC Cook Motorsport. Hij kwam uit in de Michelin Independents Cup, ondanks dat hij enkele fabriekssteun van Renault kreeg. Met vijf overwinningen in zijn klasse werd hij hier kampioen, terwijl hij in het hoofdkampioenschap als zestiende eindigde.

### STCC
Na zijn tijd in het BTCC heeft Rustad vooral deelgenomen aan het Swedish Touring Car Championship. In 2000 werd hij in een Nissan Primera kampioen in zowel dit kampioenschap als het Norwegian Touring Car Championship. Nadat hij enkele jaren in het European Touring Car Championship heeft gereden, keerde hij in 2003 terug naar het STCC in een Opel Astra.
In 2006 keerde Rustad voor één jaar terug in de rallycross in het FIA European Championships for Rallycross Drivers waar hij derde werd in een Ford Focus T16 4x4. In 2007 keerde Rustad terug in het STCC voor het fabrieksteam van Opel. In 2008 stapte hij over naar het fabrieksteam van Volvo in een Volvo C30 voor het team Polestar Racing. Voor dit team werd hij in 2009 opnieuw kampioen van het STCC. Hij had evenveel punten als Thed Björk, maar won de titel omdat hij vijf overwinningen had tegenover nul overwinningen voor Björk. In 2010, het laatste jaar van het kampioenschap, eindigde Rustad als zevende.
In 2011 ging het Swedish Touring Car Championship over in het Scandinavian Touring Car Championship, waar Rustad voor Polestar bleef rijden. Dit jaar eindigde hij hier als derde. In 2012 stapte hij over naar de TTA – Racing Elite League voor Polestar en werd negende.

### WTCC
In 2009 werd Rustad de eerste Noorse coureur die uitkwam in het World Touring Car Championship toen Polestar hem inzette in het raceweekend op Brands Hatch als gastcoureur. Hij viel echter in beide races uit.